# 伊藤悠貴
伊藤 悠貴（いとう ゆうき）は日本のチェロ奏者、指揮者。ロンドン在住。株式会社ジャパン・アーツ所属。セルゲイ・ラフマニノフ作品の演奏・研究をライフワークとし、2012年にCDアルバム「ラフマニノフ：チェロ作品全集」をリリース、2023年にはラフマニノフ生誕150周年を記念し、学術単行本『ラフマニノフ考』を上梓している。

## 人物
1996年、東京児童劇団に最高得点で合格するが、同じ土曜日に開かれていた桐朋学園子供のための音楽教室に入室。チェロを倉田澄子に師事した。2004年に渡英。ロンドンでアレクサンダー・ボヤルスキーに師事、また名チェリストダヴィド・ゲリンガスの弟子となる。2015年、王立音楽大学を最優秀弦楽器奏者賞を得て全課程を首席で卒業。
16歳でロンドンにてコンチェルト・デビュー、またクロアチア各都市リサイタルツアーを行い、ヨーロッパデビュー。2010年第17回ブラームス国際コンクール、2011年第3回ウィンザー国際弦楽コンクールにて日本人チェロ奏者として初優勝、それをきっかけにロンドンを拠点に本格的に音楽活動を開始した。
2011年ウィンザー城にて行われたウィンザー音楽祭開幕演奏会のソリストとして、ドヴォルザークのチェロ協奏曲をフィルハーモニア管弦楽団と共演、プロ・デビューを果たす。その後国内外オーケストラと共演を重ねる他、ウラディーミル・アシュケナージ、一柳慧、小澤征爾、ダヴィド・ゲリンガス、小林研一郎、スヴェトラーナ・ザハーロワ、ヨハン・デ・メイ、オウェイン・アーウェル・ヒューズ、ジュリアン・ロイド・ウェバーなどの指揮者、演奏家、作曲家、舞踊家をはじめとする多分野にわたる世界的アーティストと多数共演を重ねている。
メジャーデビュー5周年の2016年には、文豪宮沢賢治生誕120年を記念し、NHK全国放映リサイタルを開催。その映像は世界放映された（100年記念公演はヨーヨー・マが行っている）。2014年にはロリン・マゼールの前座リサイタルをロイヤル・フェスティバル・ホールで行っている。
ライフワークとするセルゲイ・ラフマニノフ作品の演奏において国際的に高い評価を得ており、日本人チェロ奏者として唯一全集アルバムをリリース。イギリスBBC、NHKテレビ・ラジオ等にて多数放送され、特にチェロソナタ (ラフマニノフ)の演奏・解釈が著名である。
2012年春に英国チャンプスヒル・レコード社よりデビューアルバム「ラフマニノフ：チェロ作品全集」をワールドワイド・リリース。英国のメジャー音楽誌ストラドより「今月の一枚」に選ばれ、ラフマニノフのチェロ作品ディスクの名盤の一つとして数えられている。iTunesおよびAmazonにても入手可能。共演はリーズ国際ピアノコンクール優勝ソフィア・グルャク。
2016年に放送されたNHKテレビ番組でのインタビュー中の「生まれ変わったらこの曲（ラフマニノフのチェロソナタ）になる」という言葉が話題を呼んだ。
2018年6月にはイギリスの殿堂、世界三大室内楽ホールの一つであるウィグモア・ホールにて、ホール史上初となる、チェロによるオール・ラフマニノフ・リサイタルを行った。
2023年11月、ラフマニノフ生誕150周年を記念した学術単行本『ラフマニノフ考』（恵雅堂出版）を刊行。演奏家としては異例の学術書出版となる。
同月、横浜みなとみらいホール大ホールにおいて、ラフマニノフ本人が所有したピアノ「ラフマニノフ・スタインウェイ」（高木クラヴィア所蔵）を世界で初めてデュオで使用し、「ラフマニノフ生誕150周年記念オール・ラフマニノフ・リサイタル」を行った（共演はピアニストの渡邊智道）。
フランク・ブリッジ、フレデリック・ディーリアス、ジョン・アイアランド等イギリス人作曲家のチェロ作品を日本で広く紹介している。
2019年2月5日、日本の音楽芸術文化発展に十分に貢献したとして、小澤征爾、堤剛より、第17回齋藤秀雄メモリアル基金賞を授与された。

## 主な受賞歴
- 2000: 札幌ジュニアチェロコンクール第1部門優勝・特別賞。
- 2001: 泉の森ジュニアチェロコンクール小学生の部優勝。
- 2003: 泉の森ジュニアチェロコンクール中学生の部優勝。
- 2003: 日本演奏家協会コンクール弦楽器部門中学生の部優勝。
- 2006: 第6回アントニオ・ヤニグロ国際チェロコンクール(クロアチア)優勝・特別賞。
- 2008: 第77回日本音楽コンクール・チェロ部門第2位および岩谷賞(聴衆賞)。
- 2009: 第20回国際フラムコンクール・チェロ部門(フランス)優勝および特別賞。
- 2010: 第17回ブラームス国際コンクール・チェロ部門(オーストリア)優勝および特別賞。
- 2011: 第3回ウィンザー祝祭国際弦楽コンクール優勝および特別賞。
- 2019: 第17回齋藤秀雄メモリアル基金賞受賞。

## 主なテレビ出演
- 日本テレビ「NEWS ZERO」（2015年11月16日）
- NHK BSプレミアム「クラシック倶楽部」伊藤悠貴 チェロ・リサイタル（2016年8月26日）
- NHKインターナショナルテレビ「伊藤悠貴 チェロ・リサイタル」（世界同時放映）（2017年3月5日）
- NHK BSプレミアム「クラシック倶楽部」伊藤悠貴 チェロ・リサイタルII（2017年3月10日）
- NHK BSプレミアム「クラシック倶楽部」伊藤悠貴 チェロ・リサイタル（再放送）（2017年5月5日）
- NHKインターナショナルテレビ「伊藤悠貴 チェロ・リサイタル」（アメリカ・カナダ）（2017年6月16日）
- NHK BSプレミアム「クラシック倶楽部」伊藤悠貴 チェロ・リサイタル（再放送）（2018年3月1日）
- NHK BSプレミアム「クラシック倶楽部」伊藤悠貴 チェロ・リサイタル（再放送）（2019年1月9日）
- BS日テレ「恋するクラシック」メインゲスト（2019年2月18日）
- NHK総合、Eテレほか「名曲アルバム」（2021年5月7日／5月9日／5月13日／5月14日／5月22日／5月31日ほか）
- テレビ朝日「題名のない音楽会」〜海の協奏曲の演奏会〜（2021年8月21日）
- BS朝日「題名のない音楽会」〜海の協奏曲の演奏会〜（2021年8月25）
- NHK BSプレミアム「クラシック倶楽部」奇跡のチェロ・アンサンブル（2022年2月24日ほか）
- NHK BS4K「クラシック倶楽部」奇跡のチェロ・アンサンブル（2022年3月7日ほか）
- テレビ東京「出没!アド街ック天国」〜上野公園〜（2022年4月16日）
- テレビ朝日「題名のない音楽会」〜秋から連想する音楽会〜（2023年11月4日）
- BS朝日「題名のない音楽会」〜秋から連想する音楽会〜（2023年11月5）

## エピソード
- 5歳でバイオリンを始めるが、「自分が立って弾いているのに何故先生が座っているのか」と反抗し、6歳の時に座って弾けるチェロを始めた[2]。
- 7歳の時に安達祐実などを輩出した東京児童劇団のオーディションを受け、最高得点で合格したが、桐朋学園子供のための音楽教室に通うため、劇団には入らなかった[3]。
- 2016年8月に放映されたNHKテレビ番組でのインタビュー中の「生まれ変わったらこの曲（ラフマニノフのチェロソナタ）になる」という言葉が話題を呼んだ[4]。

## アルバム／書籍
- CD『セルゲイ・ラフマニノフ：チェロ作品全集』（2012年／CHRCD044）
- CD『伊藤悠貴／ザ・ロマンティック』（2017年／ソニー・ミュージックダイレクト）
- CD『伊藤悠貴／雁部一浩：歌曲全集』（2020年／ディスクアート）
- CD『アダージョ』～孤独のアンサンブル～（2021年／キングレコード）
- 書籍『ラフマニノフ考』〜チェロ奏者から見たその音楽像〜（2023年／恵雅堂）
- CD『カサノヴァ』〜ヨハン・デ・メイ：チェロ＆ハープ＆ウインドオーケストラのための作品全集〜（2024年／AMSTEL CLASSICS CD 2024-01）